# Hôtel d'Orvilliers
L'hôtel d'Orvilliers est situé sur la commune de Moulins (France).

## Localisation
L'hôtel est situé sur la commune de Moulins, dans le département de l'Allier, en région Auvergne-Rhône-Alpes.

## Description
L'hôtel date de l'époque Louis II, entièrement construite en pierre de taille. La partie supérieure de la façade sur rue comporte un corniche ornée de feuillages, trois gargouilles en forme d'animaux rompant la ligne de la corniche. La façade sur cour possède une tour d'escalier, les restes d'un vieux puits ; au-dessus, dans une niche, la statue d'un homme d'armes ; à l'étage, passage loggia dentelé.

## Historique
L'hôtel est inscrit partiellement au titre des monuments historiques par arrêté du 29 mars 1929.

## Protection
Éléments protégés : la corniche avec les gargouilles sur rue, la tourelle d'escalier et les façades sur cour.

## Galerie

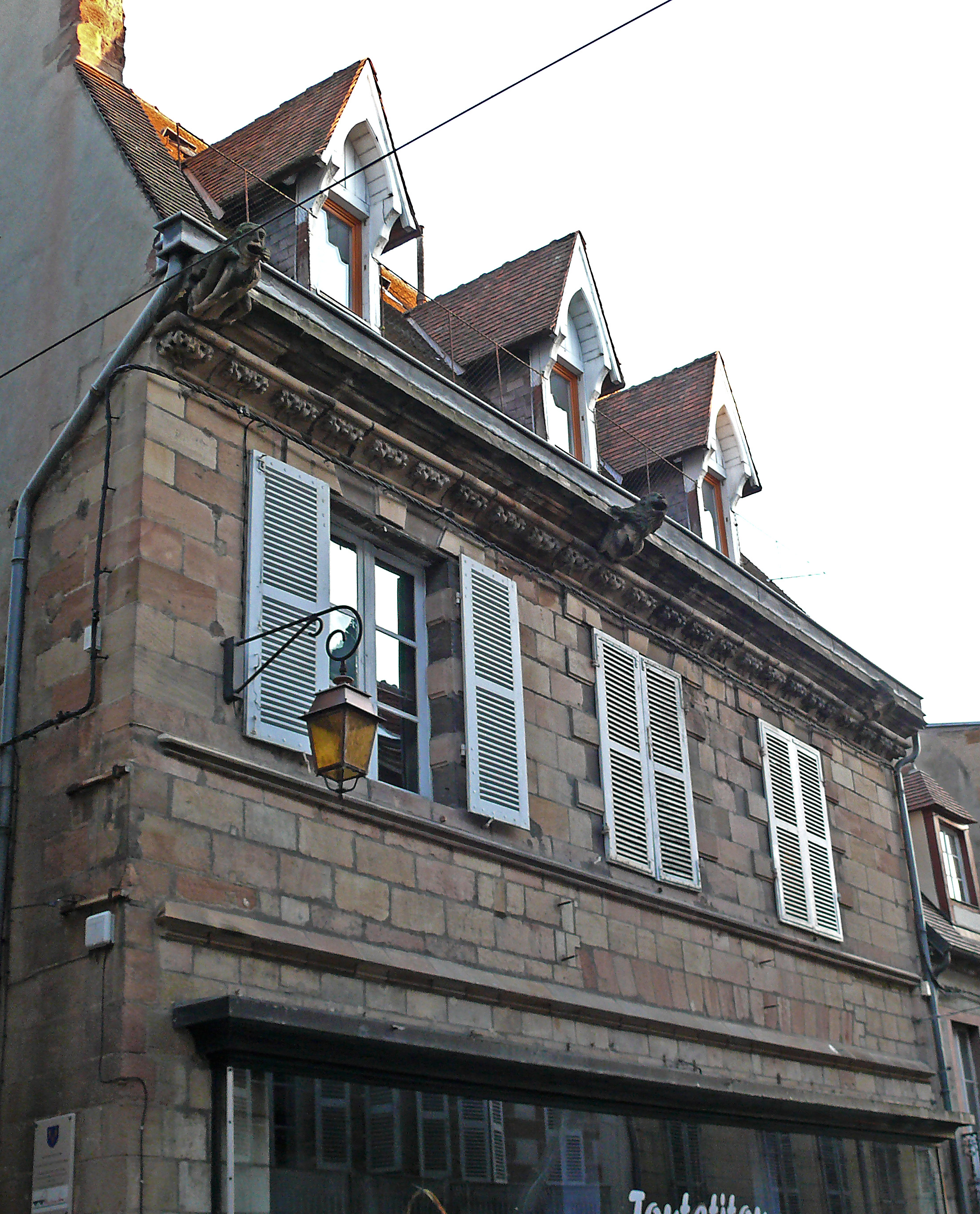
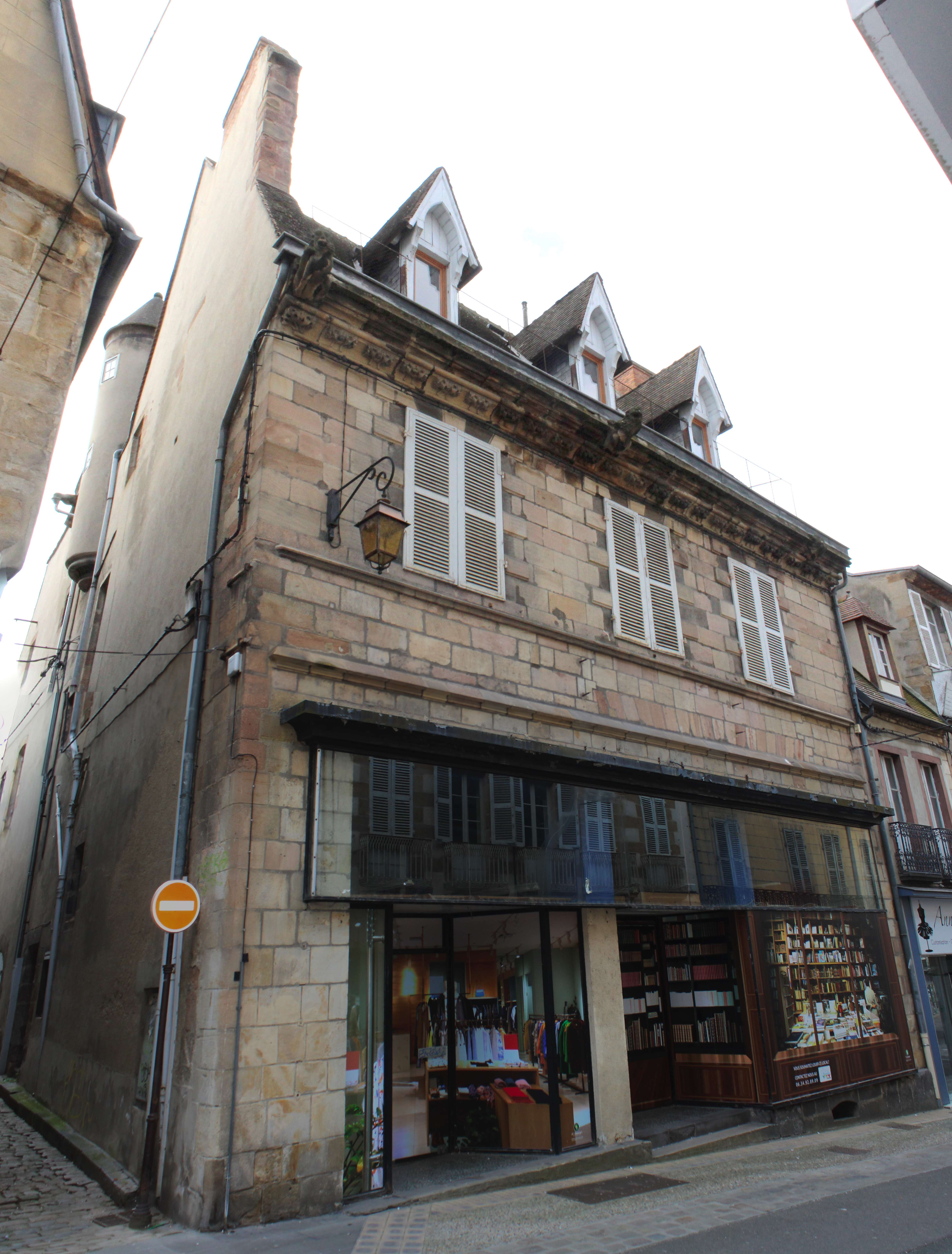
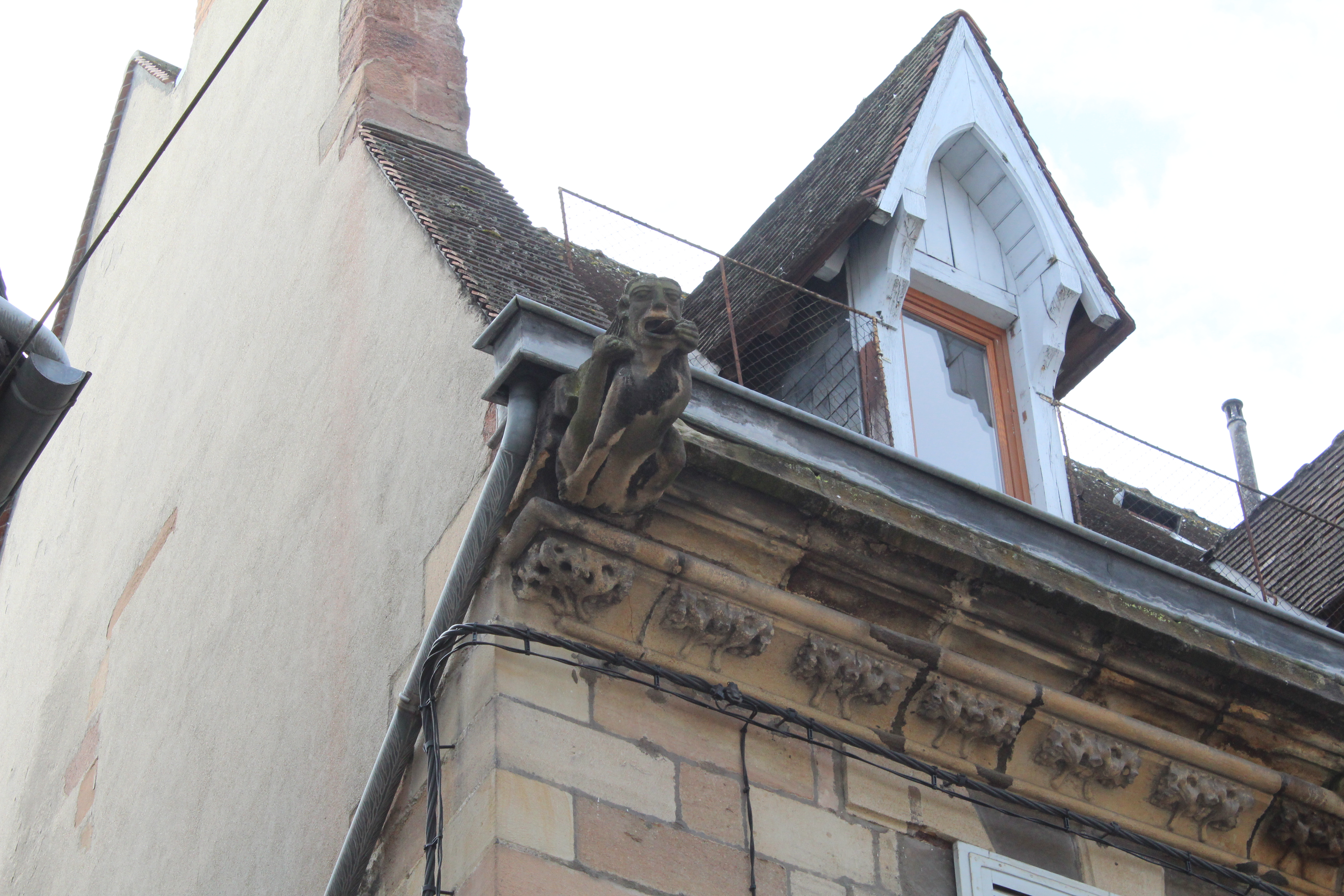